# كونستيلاشن براندز
شركة كونستيلاشن براندز. هي شركة أمريكية لإنتاج وتسويق البيرة والنبيذ والمشروبات الروحية. شركة من شركات فورتشن 500 ،  كونستيلاشن هي أكبر شركة استيراد بيرة في الولايات المتحدة، من حيث المبيعات،  ولديها ثالث أكبر حصة سوقية (7.4 في المائة) من جميع موردي البيرة الرئيسيين.  كما أن لديها استثمارات كبيرة في القنب الطبي والترفيهي من خلال ارتباطها بشركة كانوبي جروث .  يقع مقر شركة كونستيلاشن في مدينة روتشستر، نيويورك ، ولديها حوالي 40 منشأة وحوالي 9000 موظف. 

## روابط خارجية
- الموقع الرسمي